# Raymond Oliver Faulkner
Pour les articles homonymes, voir Faulkner.
Raymond Oliver Faulkner, (26 décembre 1894, Shoreham, Sussex - 3 mars 1982, Ipswich, Suffolk) est un égyptologue britannique. Il est le fils de Frederick Arthur Faulkner et de son épouse Matilda Elizabeth Faulkner (née Wheeler).
Développant un intérêt pour l'égyptologie, en 1918 il apprend l'égyptien hiéroglyphique à l'University College of London. En 1926 il devient l'assistant d'Alan Henderson Gardiner, qui l'encourage à publier son travail sur les textes hiéroglyphiques.
Il édite le Journal of Egyptian Archaeology de 1946 à 1959, et écrit de nombreux ouvrages, articles et notes, en particulier le Dictionary of Middle Egyptian qui devient la plus importante référence des égyptologues modernes et des étudiants du langage de l'Égypte antique.

## Publications
- The Plural and the Dual in Old Egyptian, 1929 ;
- The Papyrus Bremner-Rhind, 1933 ;
- A concise dictionnary of Middle Egyptian [détail des éditions]
- Egypt from the Inception of the Nineteenth Dynasty to the Death of Ramesses III, vol. fascicule 52 de Cambridge Ancient History, 1966 (ISBN 978-0-521-04477-6 et 0521044774) ;
- (en) The Ancient Egyptian Pyramid Texts, Warminster, Oxford University, 1969 (réimpr. (ISBN 0198154372)), 1re éd., 330 p. (ISBN 978-0-85668-297-1 et 0856682977) ;
- (en) avec William K. Simpson et Edward Frank Wente, The Literature of Ancient Egypt, New Haven, Yale University Press, 1969 (ISBN 978-0-300-01687-1 et 0300016875) ;
- The Book of the Dead : Book of Going Forth by Day, 1972, 175 p. (ISBN 978-0-8118-0767-8 et 0811807673) ;
- (en) Catalogue of Egyptian Antiquities in the British Museum : Wooden model boats, vol. II: Wooden Model Boats, Londres, British Museum, 1972, 75 p. (ISBN 978-0-7141-0914-5 et 0714109142) ;
- (en) The Ancient Egyptian Coffin Texts, 3 vols., Aris & Phillips, 1972-78, 800 p. (ISBN 978-0-85668-754-9 et 0856687545, LCCN 2005363265).